# Пески (Пережирский сельсовет)
Пески, также известна как Ольховка (бел. Пяскі́, Альхо́ўка; до 1920-х гг. — имение Ольхово (бел. Альхо́ва)) — деревня в Пуховичском районе Минской области Республики Беларусь. В составе Пережирского сельсовета.

## География
Расположена в 31 км к северо-западу от Марьиной Горки, 46 км от Минска, 8 км от железнодорожной станции Руденск на линии Минск—Осиповичи.

### Гидрография
Река Ушанка (Уж), левый приток реки Птичь (бассейн Днепра).

## История

### Ранняя история
В XVIII веке слободка в Минском уезде Минского воеводства Великого Княжества Литовского. В 1744 году 5 дворов, 18 жителей мужского пола, собственность С. Керножицкого, потом Ярушевского.
В результате второго раздела Речи Посполитой 1793 года территория оказалась в составе Российской империи. В 1800 году деревня в Игуменском уезде Минской губернии, собственность А. Шишки, принадлежала к имению Вороничи. В 1858 году деревня в имении Ольхово, собственность Матея Диякевича, к которому перешла через вено от Брониславы из Шишков. После 1861 года в Цитвянской волости Игуменского уезда Минской губернии. 22 февраля (12 марта) 1877 года в имении Ольхово умер культурный деятель Михал Богуш-Шишко, похоронен на местном кладбище возле Узлянов. В 1889 году имением Ольхово владел дворянин римско-католического вероисповедания Иван Матвеевич Диякевич, было 582 десятины земли.
В 1890 году открыта школа грамоты, которая в 1912 году стала 1-классным народным училищем. В 1897 году имеются хлебозапасный магазин, часовня на кладбище.

### Новейшее время
С конца февраля 1918 года территория оккупирована войсками Германской империи. 25 марта 1918 года согласно Третьей Уставной грамоте волость провозглашена частью Белорусской Народной Республики. В декабре 1918 года занята Красной Армией, с 1 января 1919 года в соответствии с постановлением I съезда КП(б) Беларуси она вошла в состав Советской Белоруссии, с 27 февраля 1919 года — в ЛитБел ССР. Во время польско-советской войны в августе 1919 — июле 1920 годов под оккупацией Польши (Минский округ ГУУЗ).
С 31 июля 1920 года в Белорусской ССР. Имение национализировано, образован посёлок Ольховка.
Во Вторую мировую войну с конца июня 1941 года до начала июля 1944 года под оккупацией Германии.
До 20 января 1960 года деревня входила в состав Новопольского сельсовета Руденского района, после упразднения которого передана в состав Пуховичского района. 1 апреля 1960 года включена в состав Пережирского сельсовета.
В 1968 году к Пескам была присоединена деревня Ольховка. В настоящее время Песками преимущественно называется историческая Ольховка, а исторические Пески (у впадения Ушанки в Птичь) административно подчинены деревне Шелеги, на улице Южные Пески.
До 28 июня 2013 года деревня входила в состав Узлянского сельсовета.

## Население

### Численность
- 2019 год — 15 жителей

### Динамика
- 1744 год — 18 жителей мужского пола, 5 дворов
- 1800 год — 37 жителей, 6 дворов
- 1897 год — 242 жителей, 35 дворов
- 1908 год — 5 жителей, 1 двор (имение Ольхово); 137 жителей, 22 дворов (деревня Пески)
- 1917 год — 150 жителей, 24 дворов
- 1960 год — 63 жителей
- 1999 год — 25 жителей (перепись населения)
- 2002 год — 21 жителей, 11 дворов
- 2009 год — 26 жителей (перепись населения)
- 2012 год — 19 жителей, 8 хозяйств
- 2019 год — 15 жителей (перепись населения)

## Улицы
- Дорожная улица
- Дорожный переулок и др.

## Галерея

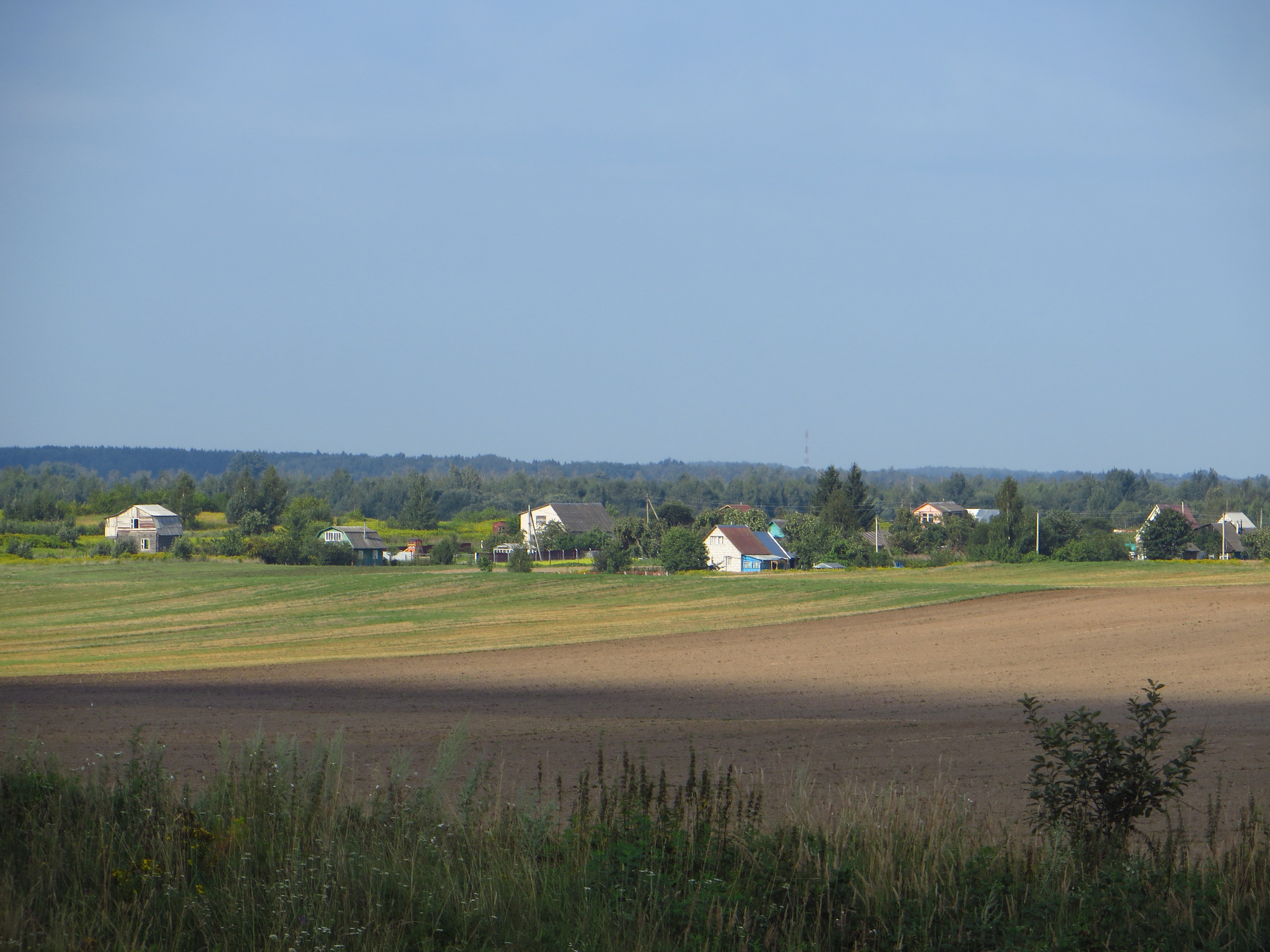
Панорама
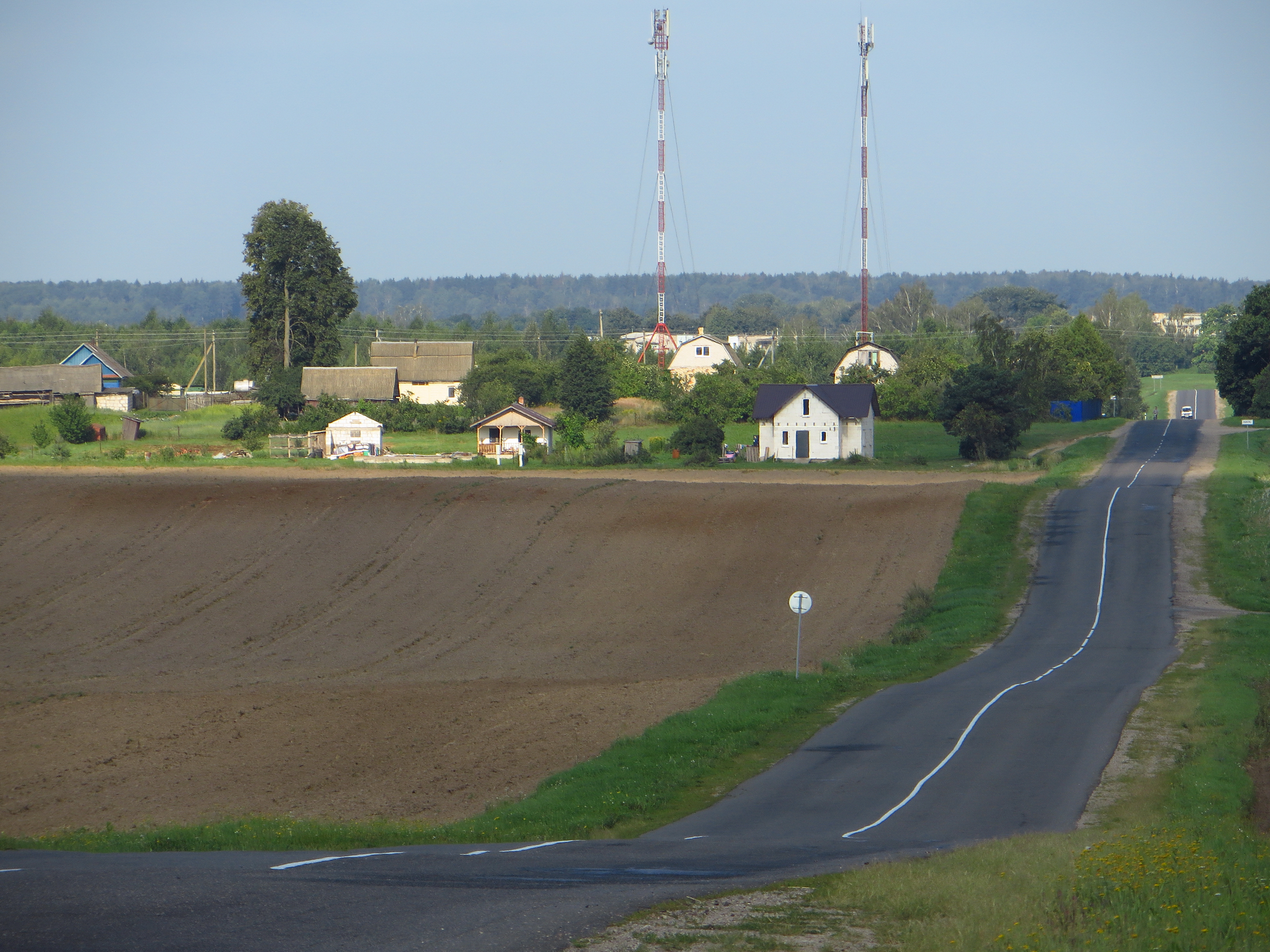
Вид с шоссе Н9342
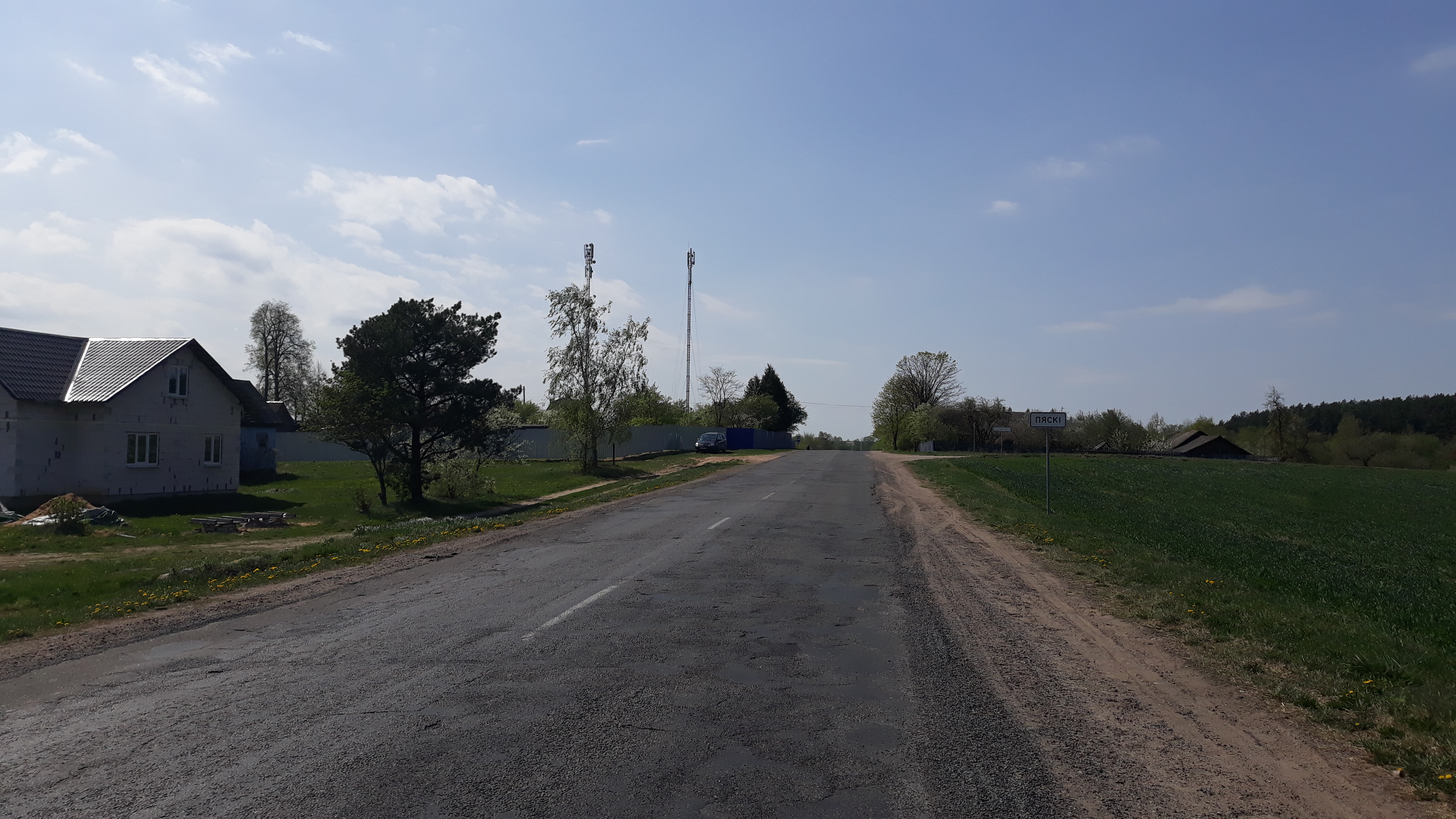
Панорама

## Известные лица
- Ходыко, Николай Иосифович — народный музыкант, мастер-реставратор народных музыкальных инструментов.